# دانیل ویلمس
دانیل ویلمس (انگلیسی: Daniel Willems; ۱۶ اوت ۱۹۵۶ – ۲ سپتامبر ۲۰۱۶) دوچرخه‌سوار اهل بلژیک بود.